# Эстерсокнен
Эстерсокнен (швед. Östersocknen) — один из Аландских островов, расположенный в  Архипелаговом море, принадлежит общине Фёглё, Финляндия (находится на юго-западной части страны). Остров расположен в 35 км к востоку от Мариехамна и в 240 км к западу от Хельсинки.
Площадь острова 23 км², а наибольшая протяжённость 7,7 км в юго-западном-северо-восточном направлении. На части острова, которая расположена к востоку от острова Соннбудаландет, есть постоянная автомобильная связь через пролив Бофьерден. Также на острове находится несколько деревень: Скогсбода, Сада, Соммаре, Бранде, Хорсхольма и Хастерсбода.